# ЈУ СКУД „Семберија”
| ЈУ СКУД „Семберија” |                                                 |
|                     |                                                 |
| Оснивач:            | Град Бијељина                                   |
| Основано:           | 1954.                                           |
| Седиште:            | Патријарха Павла 1, · Бијељина Република Српска |
| Веб презентација    | http://www.skudsemberija.org/                   |
| Контакт:            | + 387 55 205 472                                |

Јавна установа Српско културно-умјетничко друштво „Семберија” у Бијељини, основано је 1954. године са задатком да сакупља, чува, негује и презентује културну баштину српског идентитета кроз игру, песму, музику и обичаје.
Једино је културно уметничко друштво у Републици Српској организовано као јавна установа, са сталним запосленим стручним лицима.

## Кратак историјат
Друштво је уметничка институција, организована као јавна установа чији је оснивач Град Бијељина. Циљ друштва је да постане водећи представник српске фолклорно-традиционалне уметности и њен врхунски репрезент у земљу и иностранству. Од оснивања оно је наступало на бројним домаћим и међународним фестивалима и на њима односило престижна признања. Такође, добитник је многобројних друштвених признања, како у бившој СФРЈ, тако и данас у Босни и Херцеговини.

## Секције Друштва
Пратећи сензибилитет младих, у Друштву постоје следеће секције: 
- Фолклорна секција, где млађи и старији почетници функционишу кроз прву и другу годину, други и први дечији ансамбл, кроз трећу и четврту годину, припремни и први извођачки ансамбл кроз пету и шесту годину. Фолклорна секција иначе броји највише чланова, старосне доби од 7 до 35 година, изводе бројне кореографије из свих крајева БиХ и Србије.
- Народни оркестар са солистима, чијим радом руководи професор музике Жељко Ђукановић, који је остварио значајне резултате са члановима оркестра. Од марта 2013. године када је и основан, успешно његује српско музичко-културно наслеђе, као и музику осталих балканских народа.
- мушка и женска вокална група, делује кроз две групе, женска и мушка вокална група, које су дале значајан печат развоју и очувању старе изворне песме.
- балетски студио са школом класичног балета, чине је чланови узраста од 5 до 15 година,
- брек денс,
- ткачка секција, која је опремљена ткачким разбојима на којима се поред осталог бави и израдом делова традиционалних ношњи.